# Marina Karella
Marina Karella (Atenas, 17 de julio de 1940) es una artista helena. Además de su trayectoria profesional es conocida por ser la esposa del príncipe Miguel, tío del último rey de los helenos, Constantino II. A pesar de no ostentar ningún título nobiliario, es considerada miembro de la familia real helena desde su matrimonio.

## Biografía
Nació en Atenas e 17 de julio de 1940, siendo hija de Theódoros Karéllas y Élli Chalikiopoúlou, ambos atenienses de origen burgués. Es también nieta de Dimítrios Karéllas, empresario industrial.
Estudió en la escuela de bellas artes de Atenas hasta 1963. Después continuó sus estudios en la École des Beaux-Arts, en París. Fue alumna de artistas notables como Oskar Kokoška y su compatriota, Giánnis Tsaroúchis.

## Matrimonio y descendencia
El 7 de febrero de 1965 contrajo matrimonio en Atenas con el príncipe Miguel de Grecia, escritor de profesión. Al tratarse de un matrimonio desigual, Miguel tuvo que renunciar a sus derechos de sucesión al trono griego y su matrimonio fue considerado morganático, tuvieron dos hijas, las únicas personas de la familia real griega de ascendencia griega: 
- Princesa Alejandra de Grecia (Atenas, 15 de octubre de 1968), casada en 1998 con Nicolás Mirzayantz, con descendencia.
- Princesa Olga de Grecia (Atenas, 17 de noviembre de 1971), casada con Aimón de Saboya-Aosta, duque de Apulia, actualmente duque de Aosta (pretendiente a los tronos italiano y croata), con descendencia.